# Anaphosia
Anaphosia is een geslacht van vlinders van de familie van de spinneruilen (Erebidae). De wetenschappelijke naam van dit geslacht werd voor het eerst voorgesteld door George Francis Hampson in een publicatie uit 1903. De soorten in dit geslacht komen in het Afrotropisch gebied voor.

## Soorten
- A. cyanogramma Hampson, 1903
- A. majori Ströhle, 2018
- A. smithi Volynkin & Takano, 2024